# Mobility
Mobility — первый релиз музыканта Ричарда Мелвилла Холла, выпущенный под псевдонимом Moby. Релиз состоялся в 1990 году. Хотя данный релиз является мини-альбомом, он является так же единственным синглом из альбома Instinct Dance, который представлял собой сборник песен, записанных музыкантом ранее под различными псевдонимами.
Mobility потерпел неудачу в чартах, но следующий сингл Moby «Go», выпущенный в 1992 году, добрался до десятой строчки UK Singles Chart.

## Список композиций
| №  | Название             | Длительность |
| -- | -------------------- | ------------ |
| 1. | «Mobility»           | 6:15         |
| 2. | «Mobility (Aquamix)» | 4:35         |

| №  | Название         | Длительность |
| -- | ---------------- | ------------ |
| 1. | «Go»             | 6:15         |
| 2. | «Time Signature» | 4:10         |